# Mistrzostwa Nordyckie w Zapasach 1990
Mistrzostwa w 1990 roku odbyły się w szwedzkim mieście Tranås. Rywalizowały tylko kobiety.

## Tabela medalowa
Gospodarz zawodów został zaznaczony kolorem.
| Poz. | Państwo  |   |   |   | Łącznie |
| ---- | -------- | - | - | - | ------- |
| 1    | Norwegia | 5 | 4 | 1 | 10      |
| 2    | Szwecja  | 2 | 3 | 3 | 8       |
|      | Łącznie  | 7 | 7 | 4 | 18      |

## Wyniki

### Styl klasyczny
| Konkurencja        | Złoto             | Srebro            | Brąz           |
| Kategoria do 44 kg | Viktoria Olofsson | Fride Tafjord     | ----           |
| Kategoria do 47 kg | Elisabeth Garcia  | Åsa Pedersen      | ---            |
| Kategoria do 50 kg | Trine Bentzen     | Nina Fredriksen   | Helena Larsson |
| Kategoria do 53 kg | Sara Eriksson     | Britt Olsen       | Lena Eliasson  |
| Kategoria do 57 kg | Gudrun Høie       | Lotte Søvre       | Sofia Molander |
| Kategoria do 61 kg | Ine Barlie        | Sonja Ylikaerppae | Trine Barlie   |
| Kategoria do 65 kg | Line Johansen     | Jill Soerensen    | ----           |